# Bazilika sv. Marije Magdalene, Saint-Maximin-la-Sainte-Baume
Bazilika Sainte Marie-Madeleine v Saint-Maximin-la-Sainte-Baume, dokončana leta 1532, je najpomembnejša verska zgradba v gotskem slogu, zgrajena v Provansi.
Uvrščena je na seznam zgodovinskih spomenikov iz leta 1840. . V letu 2018 je bila povišana v manjšo baziliko., čeprav so jo kot baziliko klicali že prej.

## Izvor ustanove
V skladu s tradicijo bi Marija Magdalena (ali Marie de Béthanie, sestra Marte in Lazarja), ki je  bežala pred Herodovim preganjanjem, našla zatočišče v Provansi v družbi svojega brata in sestre . Ko je pristala v Saintes-Maries-de-la-Mer, je trideset let bivala v jami v gori Sainte-Baume, medtem ko je pokristjanjevala Provanso. Ko je umrla, so jo pokopali v Saint-Maximin-la-Sainte-Baume. Njen grob, ki naj bi bil v trenutni kripti bazilike, postane znan, in so ga čuvali menihi casianiti (učenci sv. Cassiena), ki so prišli iz opatije Saint-Victor v Marseillu. V 8. stoletju so vpadi Saracenov prisilili kristjane, da so napolnili kripto, v kateri je bila grobnica, da bi zaščitili dragocene relikvije. Kult svetnice pa je ostal živ.
Spomin na ta pokop ni bil izgubljen. Salernski princ Karel II., sin provanškega grofa Karla I., je leta 1279 raziskal, da bi našel relikvije svete Marije Magdalene. Ta raziskava je odkrila zgodnjekrščansko grobnico, sedanjo kripto, ki je vsebovala kosti, ki naj bi pripadale svetnici. Karel II. bi, kot je sam trdil, ravnal po božanskem navdihu. Philippe de Cabassolle v svojem Libellus hystorialis govori o nebeškem navdihu. Karel II. postane grof Provanse in neapeljski kralj, aprila 1295 pa je h papežu Bonifaciju VIII. pripeljal zapisnike, ki so jih sestavili provansalski škofje, ki potrjujejo njegovo odkritje6. Od papeža je dobil bulo, ki je obiskovalcem podelila odpustke in potrjevala pristnost relikvije. Ta potrditev je bila toliko bolj dragocena, saj je bazilika v Vézelayju trdila, da ima truplo Marije Magdalene. Papež se je tudi odločil, da bo skrb za Saint-Maximin in Sainte-Baume zaupal bratom pridigarjem svetega Dominika namesto benediktinskih menihov iz opatije Saint-Victor. 
Izkopavanja, izvedena leta 1993 na jugu bazilike, so odkrila verski kompleks iz začetka 6. stoletja, sestavljen iz cerkve, na katero je bila pritrjen krstilnica, katere dimenzije so bile 11 m, približno podobne so krstilnice  Cimiez, Fréjus ali Riez. Mavzolej, ki ustreza trenutni kripti, bi torej na obrobju tega habitata stal le stoletje prej. To je v nasprotju s hipotezo, pred katero so bila izvedena ta izkopavanja, da je to klet izdelala bogata družina, ki se je odločila počivati na zemljiščih, ki so jih imeli na podeželju. Okoli leta 1000 so to primitivno cerkev na račun krstilnice obnovili in razširili; restavrirana okoli leta 1200 je bila najbrž tam, ko so odkrili domnevne relikvije Marije Magdalene.

## Zgodovina gradnje bazilike
Leta 1295 se je Karel II. Anžujski, ki je postal grof Provanse in kralj Sicilije, odločil, da bodo na mestu odkritja relikvije, zgradil baziliko in dominikanski samostan. Izdelavo načrtov celotne gradnje je zaupal Magister Petrus Gallicus, protomagister operum curiæ. Vendar je bil na ta datum protomagister Pierre d'Angicourt, ni pa gotovo, da je dejansko izvedel začetek gradnje. Po nekaj letih ustavljanja je bila leta 1305 v velikem obsegu gradnja začeta z arhitektom palače grofov Provanških, Jeanom Baudici. Leta 1320 je bila začeta apsida s prvo travejo od treh. Naslednje štiri traveje so bile narejene od 1330 do 1345. Vhod v kripto je bil nato zunaj cerkve. Leta 1404 vemo, da je bila končana apsida in zadnjih pet travej ladje. Jean II. Le Meingre, francoski maršal, se odloči pokriti kripto, da bi bil zgrajen severni del četrte traveje; kripta se nato izravna do tal nove bazilike.
Dela so se leta 1508 nadaljevala pod Ludvikom XII. Z imenovanjem novega priorja Jeana Damianija so se dela izvajala petintrideset let od 1508 do 1543. Dela šeste traveje so se nadaljevala in dokončala leta 1513 pod smernicami arhitekta Huguesa Caillata. Prvi trije razponi so bili dokončani leta 1532 po nekaj prekinitvah, ki so nastale zlasti zaradi kuge. Na te faze spominja gotski napis iz 16. stoletja na zadnji strani fasade. Arhitekta sta bila Pierre Garcin in njegov oče Jean Garcin.

## Obnove
V 17. stoletju je namestitev sedanjega dekorja prinesla pomembne spremembe, ki so imele dve pomembni posledici:
- Zamašitev odprtin obokov kapel za namestitev oltarnih del;
- gradnja strehe iz ploščic na terasah, ki so pokrivale stranske ladje.

Kot so izvedeli iz grafitov, se je že leta 1839 začelo delo na obnovi, cerkev pa je bila na leta 1840 uvrščena med zgodovinske spomenike, med najprestižnejše spomenike v Franciji.
Dela, ki jih je leta 1875 vodil oče Lacordaire, so vplivala na izgled spomenika: rušenje zidov na galeriji križnega hodnika in severnih kapel. Obnova, ki jo je predlagal Henri Révoil, je bila na začetku preprečena.

## Opis
Stavba ima ladjo z devetimi travejami, opremljeno s stranskima ladjama z osmimi travejami, ki ustrezajo stranskim kapelam, ki so postavljene med opornike. Apsida je mnogokotna, prav tako dve kapeli, ki obdajata zadnjo travejo ladje. Ta cerkev nima ne transepta ne ambulatorija in ima tri višine obokov; glavna ladja 28,7 m, stranski ladji 17,5 m in stranske kapele 10,25 m. Take plasti obokov najdemo v nekaterih največjih stolnicah, zlasti v Bourgesu, na katerega zelo spominja zaradi odsotnosti transepta. Je najpomembnejši primer gotskega sloga v Provansi. 
Legenda :
- A - kor,
- B - retabel s pasijonom,
- C - rožni venec,
- D - kripta,
- E - stoli
- F - korne klopi
- a - kapela Saint-Thomas d'Aquin,
- b - kapela Notre-Dame de la consolation,
- c - kapela du saint nom de Jésus,
- d - kapela Saint-Anne,

1. - kapela Saint-Pierre (Accueil)
2. - kapela Saint-Blaise
3. - kapela Saint-Louis d'Anjou
4. - kapela Sainte-Madeleine
5. - kapela Saint-Crépin avec passage vers le couvent
6. - kapela Saint-Eloi
7. - kapela de la réconciliation
8. - kapela Saint-Maximin,
9. - kapela de l'Assomption
10. - kapela Notre-Dame de Lourdes
11. - kapela Saint-Antoine de Padoue
12. - kapela Saint-Dominique
13. - kapela Saint-François d'Assise
14. - kapela du Sacré-Cœur
15. - kapela Saint-Joseph
16. - kapela Saint-Michel.

## Orgle
Gradnja velikih [[orgle|orgel], ki jih je izdelal Jean-Esprit Isnard, in mu je pomagal njegov nečak Joseph, je trajala od 1772 do 1774 .
Leta 1793 je organist Fourcade orgle rešil pred uničenjem, tako da je nanje igral La Marseillaise v prisotnosti vikonta Barrasa in novinarja Frérona, pripadnikov francoske revolucije.
Mehanske dele je François Mader obnovil okoli leta 1880. Nadaljevanje teh del v letih 1924-1925 in 1926-1927 ni nikoli zadoščalo, a je imelo namen odložiti intervencijo na ranljivem delu instrumenta, ceveh.
Leta 1954 je Norbert Dufourq, takratni poročevalec komisije za zgodovino spomenikov, izdelal velik projekt posodobitve in obnove orgel. Več priznanih strokovnjakov in organistov je nasprotovalo takemu pokolu in projekt je bil dokončno opuščen.
Na pobudo Pierra Cochereaua in Pierra Rochasa, zdravnika in organologa, se je leta 1962 rodila prva akademija francoskih klasičnih orgel, ki je zagotovila mednarodni vpliv in privedla do natančne obnove instrumenta od leta 1986 do 1991.
Leta 2007 je Jiri Zurek, član Inštituta za klasične študije Češke akademije znanosti in njegova ekipa digitalizirali zvok vsake cevi orgel v baziliki. Ta posnetek je bil arhiviran v okviru evropskega projekta "Sonus Paradisi".
Leta 2008 je Društvo prijateljev bazilike Saint-Maximin ponovno ustanovilo Orgelsko akademijo, ki je leta 2010 ustanovila združenje Les orgues de Saint-Maximin Jean-Esprit Isnard.
Sestavljene so iz dvojne omare, štirih maualov, 43 registrov in 2960 cevi, vse originalne . Posebej so cenjene zaradi snemanja skladateljev francoske orglelske šole, toda zapleteni zvoki njenih trobent in trstičkov omogočajo, da se približa kateri koli vrsti repertoarja. 
Orgelsko ohišje je od 17. marca 1908 zaščitene kot zgodovinski spomenik.

## Diskografija
- Nicolas de Grigny: Messe. Orgel: Pierre Bardon (1985); Disques Pierre Verany, Aix-en-Provence, 1990 (1 CD)
- Nicolas de Grigny: Hymnes. Orgel: Perre Bardon (1991); Disques Pierre Verany, Aix-en-Provence, 1992 (1 CD)
- François Couperin: Messe pour les couvents, Messe pour les paroisses. Orgel : Pierre Bardon (1985); Disques Pierre Verany, Aix-en-Provence, 1985 (2 CDs)